# Put Your Records On
"Put Your Records On" é uma canção da cantora e compositora Inglesa de soul Corinne Bailey Rae de seu álbum de estreia, Corinne Bailey Rae (2006). Escrita pela mesma com a parceria de John Beck e Steve Chrisathou, foi lançado como o segundo single do álbum em Fevereiro de 2006, e mais tarde em Março de 2006 em toda a Europa, e foi lançada como o terceiro single do álbum na América do Norte. Lançada como o segundo single do álbum, "Put Your Records On" foi um sucesso comercial. O single conseguiu atingir o pico de número um no UK R&B Chart e o Top 2 no UK Singles Chart. A canção se tornou um grande sucesso em todo o mundo e conseguiu entrar no Top 70 dos Estados Unidos.
"Put Your Records On" também recebeu nomeações no Grammy Awards 2007 para Gravação do Ano e Canção do Ano.

## Informações da canção
Produzida por Steve Chrisanthou, a canção estreou na posição de número dois no UK Singles Chart e ficou fora do número um perdendo apenas para Sorry, de Madonna. As linhas de abertura "Three little birds sat on my window / And they tell me I don't need to worry", é uma referência ao hit de 1977 de Bob Marley e The Wailers, Three Little Birds.
"Put Your Records On" foi um sucesso de elogios da crítica e comercial, que ajudaram o álbum a atingir o número um em sua semana de lançamento. A faixa também atingiu o topo no UK Download Chart e na UK R&B Chart. A música também foi um grande sucesso nas rádios, chegando a atingir o pico de número dois na Airplay Chart do Reino Unido. Porém, o single não se saiu tão bem nos Estados Unidos, chegando a atingir um pico de posição 64 na Billboard Hot 100. Em 1º de Março de 2006, Rae se tornou a segunda mulher no topo da UK Download Singles Chart Oficial da história. Foi o single de maior hit de Bailey Rae até a data, e seu único single a alcançar o Top 10 na UK Singles Chart.
A versão acústica da canção foi um single destaque da semana no Canadá e no iTunes Store dos EUA.
A canção ganhou uma nomeação do Grammy Awards para Gravação do Ano e Canção do Ano, em 2007.
A canção também foi bastante executada nos programas de televisão atuais. Na sexta temporada do American Idol, a semifinalista Antonella Barba realizou durante o Top 16 da semana. Além disso, na quarta temporada do britânico The X Factor, a finalista Alisha Bennett realizou esta canção durante o Top 8. Carly Rae Jepsen também cantou essa música, durante o Top 22 da quinta temporada do Canadian Idol. Na oitava temporada do American Idol, a finalista Megan Joy realizou a canção durante a semana dois do Top 36 de Semifinais. Um ano mais tarde, na nona temporada do American Idol, a finalista Katie Stevens fez um cover da canção durante o Top 20 da semana. Ambos os covers foram mais tarde lançados como singles de performances ao vivo exclusivamente no iTunes Store.

## Faixas e formatos
| CD Single do Reino Unido |                                         |         |  |
| N.º                      | Título                                  | Duração |  |
| 1.                       | "Put Your Records On" (Versão do álbum) | 3:35    |  |
| 2.                       | "Anothey Rainy Day" (Versão do álbum)   | 3:15    |  |
| Duração total:           | Duração total:                          | 6:50    |  |

| CD Single internacional |                                                   |         |  |
| N.º                     | Título                                            | Duração |  |
| 1.                      | "Put Your Records On" (Versão do álbum)           | 3:35    |  |
| 2.                      | "Another Rainy Day" (Versão do álbum)             | 3:15    |  |
| 3.                      | "Since I've Been Loving You" (Led Zeppelin Cover) | 4:26    |  |
| Duração total:          | Duração total:                                    | 11:16   |  |

| DVD Single     |                                                   |         |  |
| N.º            | Título                                            | Duração |  |
| 1.             | "Put Your Records On" (Versão do álbum)           | 3:35    |  |
| 2.             | "Put Your Records On" (Videoclipe)                | 3:47    |  |
| 3.             | "Put Your Records On" (Live at Bush Hall)         | 3:16    |  |
| 4.             | "Since I've Been Loving You" (Led Zeppelin Cover) | 4:26    |  |
| Duração total: | Duração total:                                    | 15:04   |  |

| 7" Single      |                                                   |         |  |
| N.º            | Título                                            | Duração |  |
| 1.             | "Put Your Records On" (Versão do álbum)           | 3:35    |  |
| 2.             | "Since I've Been Loving You" (Led Zeppelin Cover) | 4:26    |  |
| Duração total: | Duração total:                                    | 8:01    |  |

| Download digital internacional |                                         |         |  |
| N.º                            | Título                                  | Duração |  |
| 1.                             | "Put Your Records On" (Versão acústica) | 3:43    |  |
| Duração total:                 | Duração total:                          | 3:43    |  |

| Download digital no iTunes |                                                        |         |  |
| N.º                        | Título                                                 | Duração |  |
| 1.                         | "Put Your Records On" (Versão do álbum)                | 3:35    |  |
| 2.                         | "Since I've Been Loving You" (Led Zeppelin Cover)      | 4:26    |  |
| 3.                         | "Put Your Records On" (Versão do single - Faixa bônus) | 3:15    |  |
| Duração total:             | Duração total:                                         | 11:16   |  |

| Download digital do iTunes (Versão 2) |                                                        |         |  |
| N.º                                   | Título                                                 | Duração |  |
| 1.                                    | "Put Your Records On" (Versão do álbum)                | 3:35    |  |
| 2.                                    | "Another Rainy Day" (Versão do álbum)                  | 3:15    |  |
| 3.                                    | "Put Your Records On" (Versão do single - Faixa bônus) | 3:15    |  |
| Duração total:                        | Duração total:                                         | 10:05   |  |

| Download digital do iTunes (Apenas o single) |                                          |         |  |
| N.º                                          | Título                                   | Duração |  |
| 1.                                           | "Put Your Records On" (Versão do álbum)  | 3:35    |  |
| 2.                                           | "Put Your Records On" (Versão do single) | 3:15    |  |
| Duração total:                               | Duração total:                           | 6:50    |  |

## Desempenho nas tabelas musicais
| Chart (2006)              | Melhor posição |
| ------------------------- | -------------- |
| Australian Singles Chart  | 30             |
| Austrian Singles Chart    | 26             |
| Dutch Top 40              | 20             |
| European Hot 100 Singles  | 8              |
| French Singles Chart      | 65             |
| German Singles Chart      | 75             |
| Irish Singles Chart       | 24             |
| Italian Singles Chart     | 19             |
| New Zealand Singles Chart | 6              |
| Romanian Top 100          | 60             |
| Swiss Singles Chart       | 23             |
| UK Singles Chart          | 2              |
| UK R&B Singles Chart      | 1              |
| Billboard Hot 100         | 64             |
| Billboard Adult Pop Songs | 11             |
| Billboard Jazz Songs      | 8              |

| Chart (2007)                 | Melhor posição |
| ---------------------------- | -------------- |
| Billboard Adult Contemporary | 6              |

| País           | Empresa | Certificado | Vendas     |
| -------------- | ------- | ----------- | ---------- |
| Estados Unidos | RIAA    | Ouro        | 945,000    |
| Mundo          | IFPI    | –           | 1,000,000+ |

### Precessão e sucessão
| Gráficos de sucessão                                       | Gráficos de sucessão                                                         | Gráficos de sucessão                 |
| ---------------------------------------------------------- | ---------------------------------------------------------------------------- | ------------------------------------ |
| Precedido por "Thunder in My Haert" por Meck com Leo Sayer | Single número um na UK Official Download Chart 1 de março–8 de março de 2006 | Sucedido por "No Tommorow" por Orson |

## Créditos
Listam-se abaixo todos os profissionais envolvidos na produção, elaboração e finalização de "Put Your Records On", de acordo com o encarte do álbum Corinne Bailey Rae:
| - Corrine Bailey Rae - vocais, vocais de apoio, escrita e percussão - Steve Chrisanthou - produção, gravação, guitarra, guitarra elétrica, efeitos, escrita e percussão - Cara Robinson - vocais de apoio - John Beck - escrita e teclados - Joe Tatton - harmonia - Jason Rae - saxofone alto | - Jim Corry - saxofone baixo - Malcolm Strachan - trompete - Samuel Dixon - baixo - Global Talent Publishing e Good Groove Songs - publicação - Studio The Idle - gravação |